# Aeroportul Guadalupe
Aeroportul Guadalupe (IATA: GDP, ICAO: SNGD) este un aeroport din Piauí, Brazilia ce deservește zona Guadalupe. A fost numit după Guadelupa.
Situat la o altitudine de 172 m, aeroportul dispune de 1 pistă.

## Infrastructură

### Piste
Aeroportul dispune de o singură pistă. Pista 15/33 are suprafața de pietriș și dimensiunile 1.600 m × 36 m. 